# Jake Garber
Jake Garber (* 16. April 1965 in Saint Paul, Minnesota) ist ein US-amerikanischer Maskenbildner und Spezialeffektkünstler.

## Leben
Garber begann seine Karriere im Filmstab 1989 beim Fernsehen, sein erster Spielfilm war der Horrorfilm Dolly Dearest – die Brut des Satans. Er war in der Folge in verschiedenen Professionen tätig, so wirkte er als Puppenspieler unter anderem an Independence Day und Looney Tunes: Back in Action und als Spezialeffektkünstler an Jumanji und Dogma. Sein Arbeitsschwerpunkt war jedoch die Maskenbildnerei, wo er zwischen 1991 und 2017 auf 90 Filmcredits kam. Daneben war er gelegentlich als Stuntman und Statist tätig.
Garber arbeitete unter renommierten Regisseuren wie Steven Spielberg, Tony Scott, Guillermo del Toro, Robert Zemeckis und Quentin Tarantino. Insbesondere mit letzterem verband ihn eine langjährige Zusammenarbeit, zwischen 2003 und 2015 arbeitete er an sechs von Tarantino inszenierten Filmen, darunter Inglourious Basterds, Django Unchained und The Hateful Eight. Er war auch an von Tarantino produzierten Filmen anderer Regisseure wie Robert Rodriguez tätig, unter anderem Irgendwann in Mexico und Planet Terror. 1997 war er für Jonathan Frakes Science-Fiction-Film Star Trek: Der erste Kontakt zusammen mit Michael Westmore und Scott Wheeler für den Oscar in der Kategorie Bestes Make-up und beste Frisuren nominiert, es gewann in diesem Jahr jedoch die Komödie Der verrückte Professor. Dies sollte nicht sein einziger Film aus dem Star-Trek-Franchise bleiben, es folgten Star Trek: Der Aufstand und Star Trek: Nemesis.
Garber war neben seinen Filmengagements auch für das Fernsehen tätig, unter anderem an den Fernsehserien 24, The Walking Dead und Preacher. Für sein Wirken war er zwischen 1999 und 2017 acht Mal für einen Primetime Emmy nominiert, den er 1999 für Akte X – Die unheimlichen Fälle des FBI sowie 2011 und 2012 für The Walking Dead gewinnen konnte.

## Filmografie (Auswahl)
- 1992: Der Tod steht ihr gut (Death Becomes Her)
- 1994: Stargate
- 1995: Jumanji
- 1996: Independence Day
- 1996: Star Trek: Der erste Kontakt (Star Trek: First Contact)
- 1998: Godzilla
- 1998: Star Trek: Der Aufstand (Star Trek: Insurrection)
- 2000: Mission to Mars
- 2001: Pearl Harbor
- 2002: Minority Report
- 2002: Star Trek: Nemesis (Star Trek Nemesis)
- 2002: The Time Machine
- 2003: Kill Bill – Volume 1 (Kill Bill: Vol. 1)
- 2004: Kill Bill – Volume 2 (Kill Bill: Vol. 2)
- 2005: Sin City
- 2007: Death Proof – Todsicher (Grindhouse: Death Proof)
- 2007: Planet Terror (Grindhouse: Planet Terror)
- 2008: Cloverfield
- 2008: Indiana Jones und das Königreich des Kristallschädels (Indiana Jones and the Kingdom of the Crystal Skull)
- 2009: Inglourious Basterds
- 2012: Django Unchained
- 2015: The Hateful Eight
- 2018: Avengers: Infinity War
- 2019: Captain Marvel
- 2019: Avengers: Endgame
- 2019: Spider-Man: Far From Home
- 2021: Space Jam: A New Legacy

## Auszeichnungen (Auswahl)
- 1997: Oscar-Nominierung in der Kategorie Bestes Make-up und beste Frisuren für Star Trek: Der erste Kontakt